# Corbicula
Corbicula és un gènere de mol·luscs bivalves. La més coneguda és Corbicula fluminea, una espècie invasora en moltes àrees del món.

## Taxonomia
- Corbicula africana (Krauss, 1848)
- Corbicula australis
- Corbicula fluminalis (O. F. Müller, 1774)
- Corbicula fluminea (O. F. Müller,1774)
- Corbicula fluviatilis
- Corbicula japonica Prime, 1864
- Corbicula largillierti (Philippi, 1844)
- Corbicula leana (Prime, 1864)
- Corbicula linduensis Bollinger, 1914
- Corbicula loehensis Kruimel, 1913
- Corbicula madagascariensis Smith, 1882
- Corbicula matannensis Sarasin & Sarasin, 1898
- Corbicula moltkiana Prime, 1878
- Corbicula occidentalis Meek & Hayden, 1878
- Corbicula possoensis Sarasin & Sarasin, 1898
- Corbicula sandai Reinchardt, 1878